# 東方腫寄居蟹
東方腫寄居蟹（学名：Oncopagurus orientalis），又名東方鉤寄居蟹，为擬寄居蟹科腫寄居蟹屬下的一个种。其种加词“orientalis”意为“东方的”。